# Deutsches Fernsehballett
Das Deutsche Fernsehballett (bis 2012 Deutsches Fernsehballett des MDR) war ein 1962 in der DDR gegründetes Ballettensemble.

## Geschichte
Am 1. April 1962 legte Ballettmeister und Tanzsolist Günter Jätzlau im Auftrag des Deutschen Fernsehfunks den Grundstein für das Fernsehballett. Zuerst wurden acht Tänzerinnen engagiert, bis 1967 vergrößerte sich das Ensemble auf zwanzig Mitglieder. Gastchoreographen bestimmten die Weiterentwicklung neben der bestehenden Führungsriege.
Walter Schumann, vorher Solist und Choreograph am Ost-Berliner Friedrichstadtpalast, förderte ab 1967 weitere Tänzerinnen wie Emöke Pöstenyi und Susan Baker, die als Solistenpaar (in Anlehnung an die Kessler-Zwillinge aus Westdeutschland) vielfach auftraten. Außerdem wurde in dieser Zeit ein größerer Ballettsaal in Betrieb genommen, Musik- und Ballettmeister sowie Kostümbildner wurden angestellt, und ein neues Fertigungsatelier für die Kostüme des Ensembles entstand. Nach 1975 entwarfen die ehemaligen Solisten des Fernsehballetts, Ferenc Salmayer und Emöke Pöstenyi, nunmehr als Choreografen ein neues Profil des Tanzensembles. In Ein Kessel Buntes, der Samstagabendshow des DDR-Fernsehens, tanzten sie regelmäßig neben nationalen und internationalen Stars. Ab 1982 traten neue Solisten wie Ophelia Vilarova und Maik Damboldt die Nachfolge an, die einen großen Wiedererkennungswert beim Publikum hatten. 1989 wurde André Höhl für das Ballett engagiert.
Nach dem Zerfall der DDR 1990 war die Weiterexistenz des Fernsehballetts des DDR-Fernsehens zunächst unklar. Bei der Verleihung des Telestar richtete Emöke Pöstenyi einen Appell an die Verantwortlichen aus der Unterhaltungsbranche und löste damit Diskussionen aus. Ende Dezember 1991, kurz vor der Abschaltung des DDR-Fernsehens am 31. Dezember des Jahres, bot der Fernsehdirektor des neu gegründeten MDR Fernsehens eine Erhaltung des Fernsehballetts und Anbindung an seinen ARD-Sender an. Ein Glücksfall war die Verpflichtung weiterer Gesellschafter, die sich finanziell am Ballett beteiligen wollten. Im Januar 1992 ging das Fernsehballett des DDR-Fernsehens in der MDR Deutsches Fernsehballett GmbH auf. Ab Juli 1992 war das Unternehmen selbst verantwortlich für die Finanzen. Im November des gleichen Jahres beging das Ensemble seinen 30. Geburtstag. Der bisherige Standort des Fernsehballetts in den ehemaligen, Filmgeschichte schreibenden Filmateliers in Berlin-Johannisthal musste zu dem Zeitpunkt geräumt werden. Der Sender Freies Berlin (heute Rundfunk Berlin-Brandenburg) stellte in seinem Fernsehzentrum an der Masurenallee in Berlin-Westend Ende Mai 1992 einen Ballettsaal zur Verfügung, der bis zuletzt Sitz und Probebühne des Ensembles war. Das Tanzensemble trat verstärkt in den Shows des MDR auf, es folgten einige Engagements auch von Seiten des Privatfernsehens. Sie tanzten bei Thomas Gottschalk in seiner Late Night Show bei RTL, außerdem gab es ein ARD-Porträt mit dem Namen Alles balletti. Bei Live-Auftritten zeigte sich das Ensemble unter anderem in der ersten Modeoper Mimi – La Bohème. Zur gleichen Zeit wurde die drefa Filmatelier GmbH als Mitgesellschafter aktiv. Die Tänzerinnen und Tänzer traten auch in ARD-Spielfilmproduktionen wie dem Tatort-Film Bei Auftritt Mord auf. Der Dreiteiler Tanz auf dem Vulkan zeigte die tanzenden Ensemblemitglieder auch als Schauspieler.
Im Jahr 1996 überschritt das Fernsehballett erstmals die Gewinnschwelle. Die Reichweite der Sendungen, an denen das Tanzensemble mitwirkte, steigerte sich damals auf 122 Millionen Fernsehzuschauer. 1997 gab es auch ein Tango-Special für das MDR-Fernsehen, unter anderem mit dem seit 1992 als Solist tanzenden André Höhl. Der MDR übertrug 1999 seine Geschäftsanteile am Deutschen Fernsehballett an die DREFA Media Holding GmbH, die eine Tochtergesellschaft des Senders ist. Im gleichen Jahr war das Ensemble zum ersten Mal seit der Wende schuldenfrei.

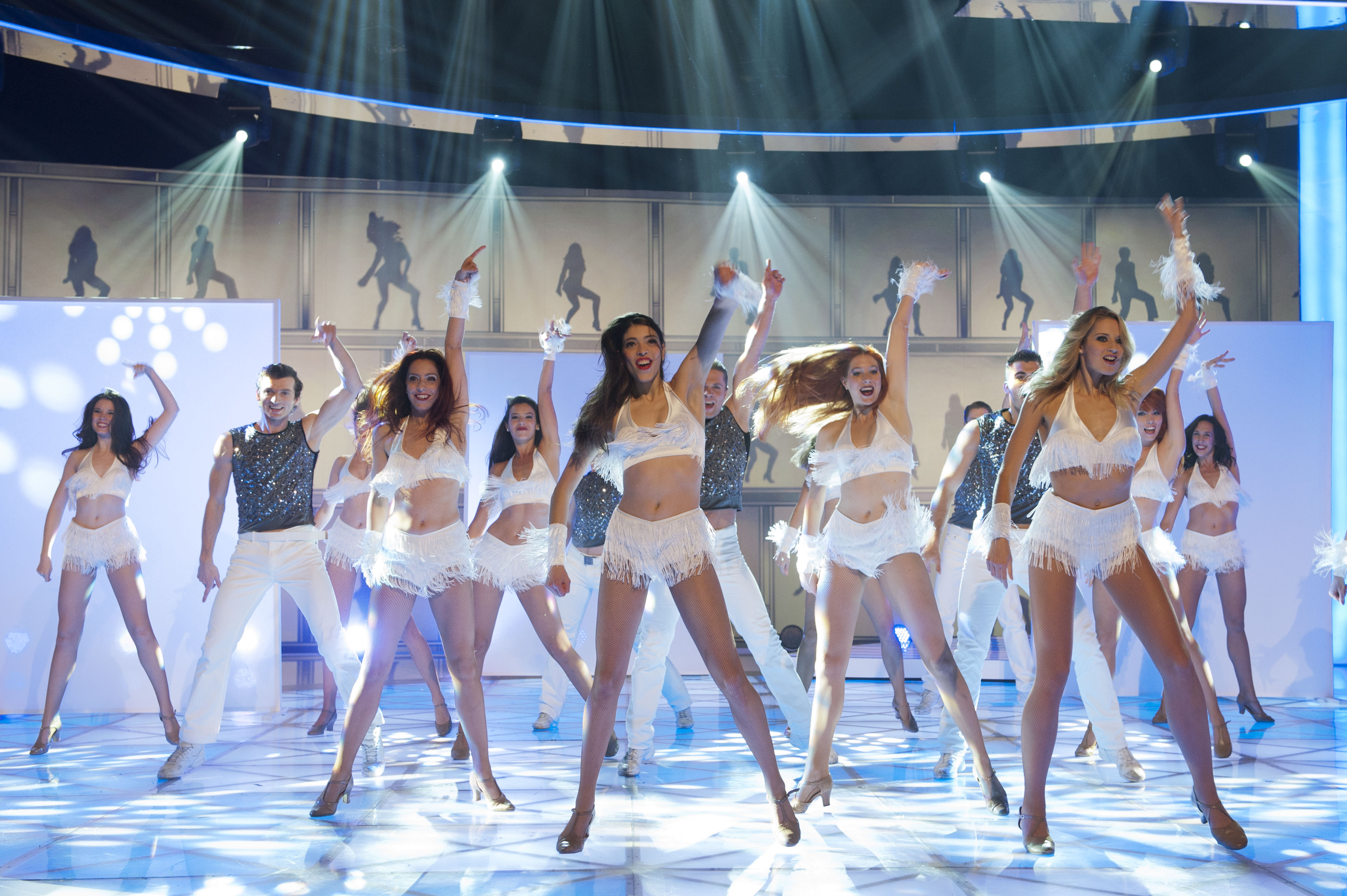
Das Deutsche Fernsehballett, 2012

Regelmäßig trat das Fernsehballett im Ersten in verschiedenen Galas bei ARD & MDR auf. Von 2013 bis 2016 tanzte das Deutsche Fernsehballett in der ZDF-Eurovisionsshow Willkommen bei Carmen Nebel. Im Oktober und November 2008 trat das Fernsehballett seine erste eigene Tournee World of Dance zum 45-jährigen Bestehen des Ensembles in 13 deutschen Auftrittsorten an. Unter den Titeln Tanzpalast (2009) und STEPS – die Perfektion der Bewegung (2010) folgten weitere Tourneen. Im Mai und Juni 2013 stand das Deutsche Fernsehballett bei David Garretts Music-Tour auf der Bühne. Im Februar 2012 verkaufte der MDR seine gesamten Anteile am Fernsehballett an den Künstlermanager Peter Wolf. Entsprechend entfiel der Namensbestandteil „des MDR“. Im Juni 2012 untersagte das Landgericht München nach einer Klage des Deutschen Fußball-Bundes (DFB) die Verwendung des Namens „DFB-Ballett“ und eines dem Fußballbund ähnlichen Logos.
2012 feierte das Deutsche Fernsehballett sein 50-jähriges Bestehen. Im Oktober 2012 präsentierte Carmen Nebel im MDR anlässlich des Jubiläums eine TV-Gala. Im Januar 2013 war das Ensemble anlässlich seines 50. Geburtstags auf großer Jubiläumstournee. Im November 2013 wurde bekannt, dass das Ballett aufgelöst werden solle. Im Dezember 2013 wurde das Ballett in die Rote Liste Kultur des Deutschen Kulturrates aufgenommen und in die Kategorie 1 (von Schließung bedroht) eingestuft. Nach Bekanntwerden der bevorstehenden Schließung erfuhr das Deutsche Fernsehballett eine Welle der Solidarität. Viele Prominente, darunter Hape Kerkeling, David Garrett und Carmen Nebel, boten ihre Hilfe an. Im März 2014 stand fest, dass das Deutsche Fernsehballett weiter erhalten blieb.
Im Januar 2016 berichtete die Deutsche Presse-Agentur dpa, dass das Deutsche Fernsehballett 2016 gleich drei deutsche Unterhaltungsstars auf ihre jeweilige Tournee begleitet, Stargeiger David Garrett, Deutschland sucht den Superstar-Gewinnerin Beatrice Egli, ZDF-Moderatorin Carmen Nebel. Das Deutsche Fernsehballett war 2017 im 5. Jahr in Folge mit Stargeiger David Garrett auf erfolgreicher Tournee durch die größten Hallen des Landes, tanzte 2017 in der Semperoper Dresden in der Aufführung „Die lustige Witwe“, war Gast in Stefanie Hertels „Die große Show zum Muttertag“ im MDR sowie in vielen weiteren Sendungen. Unter anderem trat das Deutsche Fernsehballett am 13. Oktober 2017 bei der „Verleihung der Goldenen Henne“ in Leipzig auf und am 21. Oktober 2017 bei Florian Silbereisens Eurovisionsshow (ARD, ORF, SRF) „Schlagerboom – Das internationale Schlagerfest“, die in 3 Ländern gleichzeitig übertragen wurde. Am 14. Oktober 2017 ehrte der MDR das Deutsche Fernsehballett anlässlich des 55-jährigen Jubiläums mit einer großen TV-Show „Die große Show der langen Beine, Teil 2“. Die Jubiläumsshow war an diesem Samstagabend mit bundesweit 1,42 Mio. Zuschauern die meistgesehene Primetime-Sendung aller dritten Programme. Die Jubiläumsgala wurde von Stefanie Hertel moderiert. In der Jubiläumsshow zum 55. Geburtstag des Deutschen Fernsehballetts wurde die langjährige erste Solistin des Deutschen Fernsehballetts, Melanie Wolf, verabschiedet. Vom 23. Mai bis 21. Juli 2018 fanden die Dreharbeiten für den Kinofilm Traumfabrik mit 19 Tänzerinnen des Deutschen Fernsehballetts im Studio Babelsberg statt.
Im Januar und Februar 2019 tanzte das Deutsche Fernsehballett erneut in der Semperoper in Dresden in 6 Aufführungen Die lustige Witwe. Am 24. Juni 2019 fand die Weltpremiere des Kinofilms „Traumfabrik“ im Berliner Zoo Palast statt. Kinostart war am 4. Juli 2019 deutschlandweit in 425 Kinos, Kinostart in Österreich war am 5. Juli 2019. Für das Deutsche Fernsehballett ist „Traumfabrik“ der erste Kinofilm nach 45 Jahren, 1973 hatte der Märchenfilm Drei Haselnüsse für Aschenbrödel mit dem Fernsehballett Kino-Premiere. 1975 wurde der Kultfilm erstmals in der ARD gezeigt. Seitdem wird er in Deutschland und in vielen europäischen Ländern in der Weihnachtszeit regelmäßig ausgestrahlt.
2020 kam es zur endgültigen Trennung mit dem Mitteldeutschen Rundfunk, die letzte Show wurde Ende Oktober 2020 ausgestrahlt. Weil die Auftragslage einen Fortbestand nicht mehr ermöglichte, sollte das Ballett im Jahr 2021 aufgelöst werden. Eine Abschiedstournee im Jahr 2021 sollte das offizielle Ende des Ensembles markieren, diese kam jedoch aufgrund der COVID-19-Pandemie nicht zustande. Im April 2022 sendete rbb Fernsehen eine Hommage zum 60-jährigen Jubiläum des Fernsehballetts.
Am 27. Juni 2024 wurde das Insolvenzverfahren über das Vermögen der Deutsches Fernsehballett GmbH wegen Zahlungsunfähigkeit und Überschuldung eröffnet.

## Kritik
Im Oktober 2011 führte der Auftritt von sechs Ensemblemitgliedern in Grosny auf der Geburtstagsfeier des tschetschenischen Präsidenten Ramsan Kadyrow, dem schwere Menschenrechtsverletzungen vorgeworfen werden, zu Kritik. Dabei wurde bekannt, dass neun Bistümer der katholischen Kirche über die Beteiligungsgesellschaft Tellux an der Tanzgruppe beteiligt waren. In der Folge wurde Bodo Bergmann, der damalige Geschäftsführer des Fernsehballetts, von der Gesellschafterversammlung des Senders abgemahnt.

## Auszeichnungen
- 1991: Telestar – für Emöke Pöstenyi (Choreographie Fernsehballett)
- 1992: Goldene Kamera – für das Fernsehballett
- 1994: Statue des Paul-Klinger-Sozialverein – für den Zusammenhalt des Fernsehballetts nach 1989
- 1995: Nominierung für die Goldene Rose von Montreux – für das ARD-Porträt über das Ballett
- 1995: Goldene Antenne des Int. Fernsehfestivals von Blugoevgrad in Bulgarien – für das Ensemble
- 2003: Krone der Volksmusik – für das Fernsehballett
- 2020: Goldene Henne in der Kategorie „Ehrenpreis“

## Dokumentation
- Tanz und Träume – Das Deutsche Fernsehballett (90-minütige Fernsehdokumentation des rbb Fernsehens von Carola Ulrich aus dem Jahr 2022).